# Xot d'Annobón
El xot d'Annobón (Otus feae) és una espècie d'ocell de la família dels estrígids (Strigidae). Habita la selva humida de l'illa de Pagalu, al golf de Guinea. El seu estat de conservació es considera en perill crític d'extinció.
Ha estat considerada coespecífica del xot africà.